# Boskoop

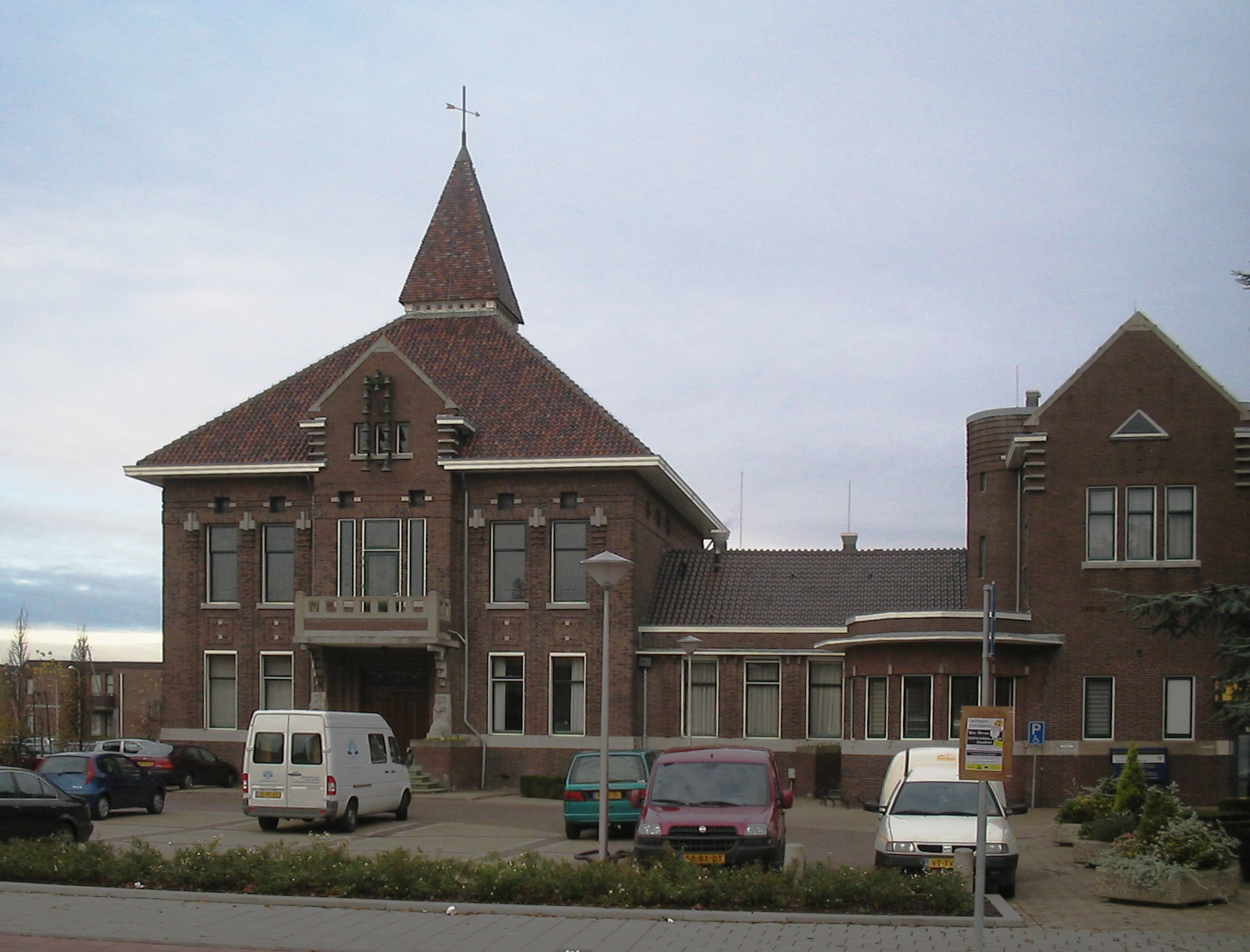
Stadshuset i Boskoop.

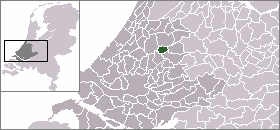
Boskoops läge

Boskoop är en historisk kommun i provinsen Zuid-Holland i Nederländerna. Kommunens totala area är 16,96 km² (där 2,17 km² är vatten) och invånarantalet är på 15 225 invånare (2004).